# Cairnshonungsfågel
Cairnshonungsfågel (Xanthotis macleayanus) är en fågel i familjen honungsfåglar inom ordningen tättingar.

## Utseende
Cairnshonungsfågel är en karakteristisk medelstor honungsfågel. Undersidan är olivgrön med vita streck, medan ovansidan är brun med små vita fläckar i nacken och större vita fläckar på ryggen. Vidare har den svart längst upp på hjässan och grå strupe. Runt ögat syns en bar fläck med skäraktig hud, omringat av orangeaktiga fjädrar och några gulaktiga fjädrar bakom.

## Utbredning och systematik
Fågeln förekommer i regnskog i nordöstra Queensland (Cooktown till Townsville). Den behandlas som monotypisk, det vill säga att den inte delas in i några underarter.

## Levnadssätt
Cairnshonungsfågelm hittas i regnskog och intilliggande miljöer. Födan består av insekter och frukt.

## Status
Arten har ett begränsat utbredningsområde, men beståndet anses vara stabilt. IUCN kategoriserar arten som livskraftig. Den behandlas som monotypisk, det vill säga att den inte delas in i några underarter.

## Namn
Fågelns vetenskapliga artnamn hedrar Sir William John Macleay (1820-1891), skotsk-australiensisk politiker och naturforskare. Tidigare kallades den macleayhonungsfågel även på svenska, men tilldelades 2023 ett mer informativt namn av BirdLife Sveriges taxonomikommitté.